# Archaeodictyna
Archaeodictyna is een geslacht van spinnen uit de  familie van de Dictynidae (kaardertjes).

## Soorten
- Archaeodictyna ammophila (Menge, 1871)
- Archaeodictyna anguiniceps (Simon, 1899)
- Archaeodictyna condocta (O. P.-Cambridge, 1876)
- Archaeodictyna consecuta (O. P.-Cambridge, 1872)
- Archaeodictyna minutissima (Miller, 1958)
- Archaeodictyna sexnotata (Simon, 1890)
- Archaeodictyna suedicola (Simon, 1890)
- Archaeodictyna tazzeiti (Denis, 1954)
- Archaeodictyna ulova Griswold & Meikle-Griswold, 1987